# 岩本製菓
岩本製菓株式会社（いわもとせいか、英: Iwamoto Confectioneri Co.,Ltd.）は、愛知県稲沢市に本社を置く製菓会社である。

## 概要
1949年の創業。タマゴボーロなどのボーロ類をはじめ、各種の菓子の製造・卸を行っている。

## 主な製品
- 丸いボーロ - タマゴボーロ、国産卵黄かぼちゃボーロ（国産原料のみ使用）
- 型抜きしたボーロ - にぎれるスティックボーロ かぼちゃ（国産原料のみ使用）、鮎のかたちの卵黄ぼうろ（国産原料のみ使用）、鮎ぼうろ他
- アレルギー原材料不使用の「赤ちゃんのかぼちゃボーロ」
- ミルクチョコレートウエハース、オーチーズ　他
- ぴよりんサブレ（販売元：ジェイアール東海フードサービス。JR東海名古屋駅『カフェ ジャンシアーヌ』と『ぴよりんshop』にて販売）

## 特長
- 「国産卵黄かぼちゃボーロ」、「にぎれるスティックボーロかぼちゃ」は国産原料のみで製造しており、膨張剤・着色料不使用である。
- 「赤ちゃんのかぼちゃボーロ」は卵、乳、小麦等のアレルギー原材料（27品目）不使用である。
- 様々な味、食感に対応可能であり、各種PB商品の製造、ＯＥＭも行っている。

## 事業所
- 本社・工場（愛知県稲沢市）

## 沿革
- 1949年（昭和24年）4月 - 名古屋市西区白塀町にて創業開始
- 1953年（昭和28年）3月 - 50万円にて株式会社設立。年間売上高8000万円
- 1962年（昭和37年）7月 - 資本金400万円に増資
- 1962年（昭和37年）10月 - 輸出事業開始
- 1965年（昭和40年）10月 - 現住所に移転。工場敷地面積600坪
- 1983年（昭和58年）10月 - 工場改築。年間売上高4億円、機械合理化
- 1993年（平成5年）1月 - 品質向上のための活動はじまる
- 1995年（平成7年）3月 - 資本金1000万円に増資
- 1999年（平成11年）9月 - タマゴボーロ型抜き機最新機導入
- 2001年（平成13年）3月 - 第2工場改装
- 2001年（平成13年）11月 - 施設及び食品の取り扱いが優良とのことで、愛知県知事より表彰
- 2004年（平成16年）3月 - 国産原料100％の「国産卵黄かぼちゃボーロ」発売開始
- 2005年（平成17年）10月 - 国産原料100％の「にぎれるスティックボーロ かぼちゃ」発売開始
- 2008年（平成20年）4月 - 食のリスク管理優秀店取得
- 2010年（平成22年）12月 - 太陽光発電システム設置